# Too Human
Too Human es un videojuego desarrollado por la desarrolladora canadiense Silicon Knights. El juego se centra en el futuro de la tecnología y en sus efectos en la humanidad. El juego también es enormemente influenciado por la mitología nórdica. Es el primer episodio de una serie de tres juegos.

## Desarrollo
Estaba originalmente en desarrollo para PlayStation. Fue mostrado en el E3 de 1999. Pero poco antes de su finalización Nintendo anunció una colaboración exclusiva con Silicon Knights, y el juego fue anunciado para Nintendo GameCube en 2000. Un tráiler fue mostrado en el SpaceWorld de 2000 qué parecía ser una reconstrucción del juego para PlayStation. Tras mucho tiempo sin tener noticias del título, en mayo de 2005 por medio de la revista EGM, Silicon Knights anunció una colaboración con Microsoft para desarrollar una trilogía que gira alrededor del universo de Too Human exclusivamente para Xbox 360.